# René Thomas (gitarist)
René Thomas (Luik, 25 februari 1926 - Santander (Spanje), 3 januari 1975) was een Belgisch jazzgitarist. Hoewel nauwelijks bekend bij het grote publiek, genoot hij een sterke livereputatie en grote waardering van zijn collega's-musici.

## Levensloop
De jonge René Thomas raakte onder de muzikale invloed van Django Reinhardt. Hij speelde in de jaren veertig in orkesten in Luik, vervolgens in Brussel met onder anderen Jacques Pelzer, Bobby Jaspar en Sadi. In Luik maakte hij deel uit van het eerste bebop-orkest van België, de Bob Shots.
In 1953 trok hij naar Parijs waar hij kennismaakte met de speelstijl van Jimmy Raney. Hij maakte er als sideman en als leader verschillende plaatopnamen voor labels als Barclay en Vogue. In deze periode groeide de waardering van zijn collega's-jazzmusici voor zijn speelstijl.
In 1956 vestigde hij zich in Montreal. Met Montreal als uitvalsbasis speelde hij samen met onder meer Jackie McLean, Sonny Rollins, Wayne Shorter, Herbie Hancock en de naar New York uitgeweken Bobby Jaspar.
Thomas en Jaspar keerden in 1961 terug naar België en vormden het International Jazz Quintet (soms Quartet) met Benoît Quersin en Daniel Humair. Deze formatie speelde op de verschillende jazzfestivals in Europa, en soms samen met Chet Baker. In de loop van 1962 verliet Bobby Jaspar de groep omwille van zijn gezondheidsproblemen, en Thomas ging verder met Jacques Pelzer op saxofoon. Vanaf 1963 werkte hij veel samen met de organist Lou Bennett.
In 1965 trok Thomas zich depressief terug uit de muziek. Eind 1967 keerde hij terug met het Luiks jazzcombo Robert Jeanne Quartet. Geleidelijk begon hij weer meer te spelen en op tournee te gaan. Hij speelde onder meer met J.R. Monterose en Lucky Thompson. Met Eddy Louiss begeleidde hij Stan Getz op diens plaat Dynasty (1971) en trad hij met hem op tijdens bijvoorbeeld het Laren Jazz Festival.
In 1973 was René Thomas de gast van saxofonist Sonny Rollins op Jazz Middelheim. Eind 1974 ging hij met Lou Bennett op tournee naar Spanje, waar hij overleed aan een hartaanval. De Nederlandse Omroep Stichting met Michiel de Ruyter stond op 6 januari 1975 stil bij het overlijden via een ingelaste uitzending.
Een van zijn muzikale volgelingen was Philip Catherine.
In de jaren negentig speelde gitarist Jesse Van Ruller, winnaar van de Thelonius Monk Competition 1995 op de Levin-gitaar van Thomas. In 1995 werd op initiatief van TROS Sesjun de compact disc Hommage à René Thomas uitgegeven (CD SJP398).

## Discografie
Discografie met René Thomas als leider.
- René Thomas and his Orchestra (Barclay, 1954)
- René Thomas et son Quintette (Vogue, 1954)
- René Thomas Modern Group (Polydor, 1956)
- Guitar groove (Jazzland, 1960)
- Thomas-Jaspar Quintet (RCA, 1962)
- Meeting Mr. Thomas (Barclay, 1963)
- René Thomas & Jacques (en Rein de Graaff en Han Bennink) Pelzer Limited (1974, Vogel)

- Biblioteca Nacional de España: XX1574817
- Bibliothèque nationale de France: cb13900416m (data)
- Gemeinsame Normdatei: 134539141
- International Standard Name Identifier: 0000 0000 7732 4880
- Library of Congress Control Number: n96024882
- Nationale Bibliotheek van Letland: 000038232
- MusicBrainz: 639aa333-e603-4335-b28e-8065191825c8
- Nederlandse Thesaurus van Auteursnamen: 068052472
- Réseau des bibliothèques de Suisse occidentale: 02-A012415593
- Istituto Centrale per il Catalogo Unico: DDSV038160
- Système universitaire de documentation: 243592817
- Virtual International Authority File: 103221008
- WorldCat: E39PBJmdtXTyPfmFGCWfktptrq